# Kish Khodro
Kish Khodro – irański producent samochodów z siedzibą na wyspie Kisz w Zatoce Perskiej, będący w 40% własnością państwowego banku irańskiego. Przedsiębiorstwo założone zostało w 1995 roku.
Wielkość produkcji w 2003 roku wyniosła 100 samochodów.